# Isabella Mouratidou
Isabella Mouratidou (født 5. august 1997 i Stockholm, Sverige) er en kvindelig svensk håndboldspiller som spiller for IK Sävehof.